# Gebosjön
Gebosjön är en sjö i Vimmerby kommun i Småland och ingår i Motala ströms huvudavrinningsområde. Sjön har en area på 0,17 kvadratkilometer och ligger 145,4 meter över havet.

## Delavrinningsområde
Gebosjön ingår i det delavrinningsområde (638806-150298) som SMHI kallar för Ovan Lillån. Medelhöjden är 128 meter över havet och ytan är 56,52 kvadratkilometer. Räknas de 21 avrinningsområdena uppströms in blir den ackumulerade arean 472,73 kvadratkilometer. Stångån som avvattnar avrinningsområdet har biflödesordning 2, vilket innebär att vattnet flödar genom totalt 2 vattendrag innan det når havet efter 201 kilometer. Avrinningsområdet består mestadels av skog (64 procent) och jordbruk (22 procent). Avrinningsområdet har 1,55 kvadratkilometer vattenytor vilket ger det en sjöprocent på 2,7 procent. Bebyggelsen i området täcker en yta av 1,19 kvadratkilometer eller 2 procent av avrinningsområdet.